# Морава (планина)
Вижте пояснителната страница за други значения на Морава.
Морава (на албански: Morava) е планина разположена в източната част на историческата област Девол.
Южно от нея е Грамос, към който се спуска стръмно, а северно се разделя на два хребета. От Морава извират няколко притока на реките Девол и Осум. 